# Łukasz Wiśniowski
Łukasz Wiśniowski (* 7. Dezember 1991 in Ciechanów) ist ein polnischer Radrennfahrer.

## Sportlicher Werdegang
Erste Erfolge erzielte Wiśniowski bereits als Junior, unter anderem gewann er 2009 die Internationale Friedensfahrt der Junioren. Zur Saison 2013 wurde er Mitglied im UCI Continental Team Etixx. Im selben Jahr wurde er Polnischer U23-Meister im Straßenrennen und im Einzelzeitfahren und gewann eine Etappe der Internationalen Thüringen Rundfahrt. 2014 folgten Erfolge unter anderem beim Circuit des Ardennes und bei der Tour de Normandie.
Daraufhin bekam Wiśniowski zur Saison 2015 einen Vertrag beim damaligen UCI WorldTeam Etixx-Quick Step. Mit dem Team gewann er zwei Mannschaftszeitfahren und absolvierte mit dem Giro d’Italia 2016 seine erste Grand Tour.
Nach zwei Jahren bei Etixx-Quick Step wechselte Wiśniowski 2017 zum Team Sky, weitere zwei Jahre später zum CCC Team und zuletzt 2021 zum Team Qhubeka NextHash. In den Teams verrichtete er vorrangig Helferaufgaben und nahm noch an drei Grand Tours teil, ein weiterer Einzelerfolg blieb ihm bisher verwehrt.
Zur Saison 2022 wechselte Wiśniowski zum UCI WorldTeam EF Education-Nippo, um dort die Klassikerfraktion zu verstärken. In den zwei Jahren im Team blieb er jedoch ohne nennenswerte Ergebnisse. Nach Ablauf seines Vertrages fand er für die Saison 2024 zunächst kein neues Team, erst zum 1. März erhielt er einen Vertrag beim Team Bahrain Victorious.

## Erfolge
2008
- Gesamtwertung Tour de la Région de Lodz

2009
- eine Etappe La Coupe du Président de la Ville de Grudziądz
- Gesamtwertung und eine Etappe Course de la Paix Juniors
- International Race Grand Prix Doliny Baryczy Milicz

2013
- eine Etappe Internationale Thüringen Rundfahrt
- Polnischer Meister – Straßenrennen und Einzelzeitfahren (U23)

2014
- Gesamtwertung Circuit des Ardennes
- Kattekoers
- eine Etappe Tour de Normandie

2015
- Mannschaftszeitfahren Czech Cycling Tour

2016
- Mannschaftszeitfahren Tour de San Luis

## Grand-Tour-Platzierungen
| Grand Tour            | 2016 | 2017 | 2018 | 2019 | 2020 | 2021 | 2022 | 2023 | 2024 |
| --------------------- | ---- | ---- | ---- | ---- | ---- | ---- | ---- | ---- | ---- |
| Giro d’ItaliaGiro     | 138  | –    | –    | –    | –    | 131  | –    | –    | –    |
| Tour de FranceTour    | –    | –    | –    | 127  | –    | –    | –    | –    | –    |
| Vuelta a EspañaVuelta | –    | –    | –    | –    | 115  | –    | –    | –    | –    |